# 関東鉄道キハ5010形気動車
関東鉄道キハ5010形気動車（かんとうてつどうキハ5010がたきどうしゃ）は、関東鉄道の通勤形気動車である。

## 概要
元国鉄キハ30形気動車をワンマン改造したキハ100形の置換え用として製造され、2017年2月25日に営業運転を開始している。製造元は新潟トランシスである。

### 導入まで
それまでの関東鉄道では、キハ2100形からキハ5000形までに至る完全新造の軽快気動車、あるいはキハ0形など既存車両のDMH17系からのエンジン換装においては、新潟原動機（現・IHI原動機）製のDMF13系のみを採用していたが、キハ2100形の一次車に関しては1993年の導入から20年以上経過、搭載されているエンジンの陳腐化が進んでいた。また、車内天井の照明もLEDを採用することになったが、LED照明は2010年代初頭では電車での採用が相次いでいた一方で気動車、とりわけ通勤向けの一般形気動車での採用が2016年時点においてもJR東海のキハ25形以外にほぼ無かったことから、まずは実際の車両に試験的に搭載して走行試験を実施することとなった。
新潟原動機製のDMF13系（DMF13HZ）に代わる新型エンジンを採用するに当たり、キハ2100形2101・2102の編成にて2101で後に本形式に搭載されるコマツ製のDMF11HZ系の一形式であるSA6D125-HE2形に換装、同時に車内天井の照明を蛍光灯からLEDに変更し、2016年4月から営業運転を行いながら長期の走行試験が実施された。
キハ2100形による走行試験を反映し、関東鉄道の車両としてコマツ製のDMF11HZ系エンジンとLED照明を実用化した事実上の量産形式として設計された。

### 特徴
キハ5000形をベースとする両運転台車だが、従来と比べて以下の点が異なる。
- 車両塗装を「関鉄ホワイト」と呼ばれる白色と常総線沿線の鬼怒川と小貝川をイメージした青色のツートンカラーに「豊かな大地に波打つ稲穂」をイメージした黄金色のラインを車体腰部に配置するともに、新緑の筑波山をイメージしたマークを運転室側にある片引戸の戸袋部分に配置
- エンジンをコモンレール式燃料制御システムを搭載した小松製作所製の出力355馬力のSA6D125-HE2形に変更（小松製作所製のSA6D125系エンジンは私鉄として初めて採用）
- LED式停車駅案内表示器が扉の片方のみに設置。設置されていない扉の上部には停車駅一覧のみ設置されている。
- 整理券発行機の設置位置を運賃箱付近の1箇所のみに変更
- 車内の天井照明のLED化
- 腰掛モケットの色がキハ2400形までの赤色に戻された
- 客用扉の窓支持方式もキハ2400形までの従来車両と同様に戻された
- つり手を2段式の形状に変更
- 車内側の客用扉の上部に扉開閉予告灯を設置するとともに客用扉の戸尻側に黄色の注意喚起フィルムを貼付け
- ワンマン機器の運賃表示器を液晶式に変更
- 台車は同じく動台車がNF01HD形、従台車がNF01HT形であるが、耐雪ブレーキを追加している

ワンマン運転対応については共通となる

## 現在
現在、キハ5011とキハ5012の計2両が在籍しており、常総線で運用されている。2017年2月26日から3月3日までの間は、関東鉄道ホームページにおいて本形式の運行予定時刻を掲載していた。